# La Ville apocalyptique

## L'œuvre
La Ville apocalyptique est un tableau de 78 × 118 cm peint par Ludwig Meidner en Allemagne en 1913. Quelques mois avant la Première Guerre mondiale, Meidner est parmi les artistes qui comprennent que le monde est en train de changer et que la guerre approche. Ludwig Meidner a été considéré comme un prophète.
Cette œuvre est actuellement entreposée au musée ""LWL-Landesmuseum für Kunst und Kulturgeschichte" de Münster en Allemagne.